# Генрік Крістіансен (плавець)
Генрік Крістіансен (норв. Henrik Christiansen, 9 жовтня 1996) — норвезький плавець.
Учасник Олімпійських Ігор 2016 року.
Призер Чемпіонату світу з водних видів спорту 2019 року.
Призер Чемпіонату світу з плавання на короткій воді 2018 року.
Призер Чемпіонату Європи з водних видів спорту 2016, 2018 років.
Призер Чемпіонату Європи з плавання на короткій воді 2015, 2017, 2019 років.